# Kudremukh
Kudremukh es una montaña localizada en el distrito de Chikmagalur, en el estado de Karnataka, en India. El nombre literalmente significa la cara de caballo y se refiere a una vista pintoresca desde un lado de la montaña. Igualmente, es el nombre de un parque nacional de la India.
El nombre también se refiere a la pequeña ciudad cerca de la montaña, aproximadamente a 48 kilómetros de Karkala y a 20 kilómetros de Kalsa. Esta es principalmente una ciudad de mineros donde el gobierno explota la Empresa de Mineral de hierro Kudremukh Limitada (KIOCL). Es conocida por su belleza escénica, localizada en medio de las montañas. 
Agregada a las listas de ciudades coloniales este lugar merece ser visitado. Posee bosques densos, aunque el área sea rica en fauna. Sin embargo el paseo por sus campos puede ser encantador y alegre. Tres ríos importantes, el Tunga, el Bhadra y el Nethravathi, tienen su origen aquí. Un lugar santo dedicado a la diosa Bhagavathi y una imagen Varaha, de 1.8 m dentro de una cueva son las atracciones principales.

## Ubicación
El Parque Nacional Kudremukh (latitud 13°01 ' 00 " a 13°29 ' 17 " N, longitud 75°00 '55' a 75°25 ' 00 " E) es la mayor área protegida (600 km²) de un tipo tropical de hoja perenne de bosque en los Ghats Occidentales. 
El Parque Nacional de Kudremukh está bajo la categoría I para la conservación del tigre, bajo el formato desarrollado conjuntamente por la Sociedad de Conservación de Fauna (WCS) y EE. UU.

## Geografía
El parque colinda con la Reserva natural de Someshwara sobre el lado occidental y está unido a la Reserva natural de Pushpagiri por una extensión estrecha de bosques sobre el borde sur.
Los lados sur y oeste del Parque forman la cuesta escarpada de las Ghats Occidentales, con una altitud que varía entre los 100 m y los 1892 metros. Las partes del norte, centro y del este forman una cadena de terreno accidentado con un mosaico de prado natural y bosques. 
Kudremukh recibe una precipitación media anual de 7000 mm, que ha desarrollado los diversos tipos de bosques en la región.